# Rudolf Lippert
Rudolf Lippert, född 29 oktober 1900 i Leipzig, död 1 april 1945 i Bielefeld, var en tysk ryttare.
Lippert blev olympisk mästare i fälttävlan vid sommarspelen 1936 i Berlin.
Under andra världskriget tjänade han som överste och befälhavare för 51:a pansarregemente i oktober 1941, då han tilldelades medaljen riddarkorset av järnkorset. Som generalmajor och befälhavare för den 5:e pansardivisionen kämpade han med sina trupper i östra Preussen (Gumbinnen-området) och i Kurland. I februari 1945 var han inblandad i reträttstrider nära Bielefeld, där han dog i mars 1945.